# Walt Disney Animation Australia
Walt Disney Animation Australia (WDAA), также DisneyToon Studios Australia, была анимационной студией Disney, расположенной в Сиднее.

## История
WDAA была основана в 1988 году, в бывшей зарубежной студии Hanna-Barbera в Сент-Леонардсе, Новый Южный Уэльс.
Первоначально Animation Australia работала над различными мультсериалами, включая «Аладдина», «Тимона и Пумбу» и «Гуфи и его команду». По мере увеличения штата сотрудников студия переехала на Каслри-стрит.
Когда Disney начал создавать сиквелы своих полнометражных мультфильмов, предназначенных для прямой трансляции на видео, первым из них стал сиквел «Аладдина», «Возвращение Джафара».
Когда «Аладдин» был выбран как возможный кандидат в качестве мультсериала (до выхода мультфильма), как и во многих получасовых мультсериалах того времени, Disney изначально планировал начать сериал с часового спецвыпуска, но Тэд Стоунс предложил вместо этого выпустить «Джафара» на домашнем видео.
Первоначально эта идея встретила некоторое сопротивление со стороны тогдашнего президента Walt Disney Feature Animation, Питера Шнайдера и тогдашнего генерального директора The Walt Disney Company, Майкла Айснера которые считали, что это удешевит бренд Disney. В конечном итоге дизайнер по макетам Пол Феликс задумал начало мультфильма, в котором банда воров входит в пещеру, что затем было анимировано в Animation Australia.
Впечатлённый анимационными «dailies», тогдашний председатель Walt Disney Studios, Джеффри Катценберг одобрил анимацию первой половины мультфильма в Австралии, а кульминацию в Японии. Таким образом, с успехом «Джафара» началось подразделение прямой трансляции на видео, Walt Disney Video Premieres.
После 18 лет работы, Disney Animation Australia была закрыта в середине 2006 года после завершения мультфильмов «Братец медвежонок 2», «Лис и пёс 2», «Золушка 3: Злые чары» и «Русалочка: Начало истории Ариэль».

## Фильмография

### Кино
| Название                               | Тип выпуска                          | Дата выпуска    | Франшиза          | Другие компании по производству                                                                          |
| -------------------------------------- | ------------------------------------ | --------------- | ----------------- | --- |
| Возвращение Джафара                    | Непосредственно на видео             | 20 мая 1994     | Аладдин           | Walt Disney Video Premieres Walt Disney Animation Japan                                                  |
| Каникулы Гуфи                          | Театральный                          | 7 апреля 1995   | Гуфи              | - Walt Disney Animation France - Disney MovieToons - Phoenix Animation Studios                           |
| Аладдин и король разбойников           | Непосредственно на видео             | 13 августа 1996 | Аладдин           | Walt Disney Video Premieres Walt Disney Animation Japan                                                  |
| Покахонтас 2: Путешествие в Новый Свет | Непосредственно на видео             | 25 августа 1998 | Покахонтас        | - Walt Disney Video Premieres - Walt Disney Animation Canada - Walt Disney Animation Japan               |
| Король Лев 2: Гордость Симбы           | Непосредственно на видео             | 27 октября 1998 | Король Лев        | Walt Disney Video Premieres Walt Disney Animation Canada                                                 |
| Неисправимый Гуфи                      | Непосредственно на видео             | 29 февраля 2000 | Гуфи              | Walt Disney Video Premieres                                                                              |
| Леди и Бродяга 2: Приключения Шалуна   | Непосредственно на видео             | 27 февраля 2001 | Леди и Бродяга    | Walt Disney Video Premieres                                                                              |
| Питер Пэн: Возвращение в Нетландию     | Театральный                          | 15 февраля 2002 | Питер Пэн         | - Disney MovieToons - Walt Disney Animation Canada - Walt Disney Animation Japan - Cornerstone Animation |
| Книга джунглей 2                       | Театральный                          | 14 февраля 2003 | Книга джунглей    | DisneyToon Studios                                                                                       |
| Король Лев 3: Хакуна матата            | Непосредственно на видео             | 10 февраля 2004 | Король Лев        | DisneyToon Studios                                                                                       |
| Три мушкетёра: Микки, Дональд и Гуфи   | Непосредственно на видео             | 17 августа 2004 | Микки Маус        | DisneyToon Studios                                                                                       |
| Тарзан 2                               | Непосредственно на видео             | 14 июня 2005    | Тарзан            | DisneyToon Studios                                                                                       |
| Лило и Стич 2: Большая проблема Стича  | Непосредственно на видео             | 30 августа 2005 | Лило и Стич       | DisneyToon Studios                                                                                       |
| Бэмби 2                                | Непосредственно на видео/Театральный | 7 февраля 2006  | Бэмби             | DisneyToon Studios                                                                                       |
| Братец медвежонок 2                    | Непосредственно на видео             | 29 августа 2006 | Братец медвежонок | DisneyToon Studios                                                                                       |
| Лис и пёс 2                            | Непосредственно на видео             | 11 декабря 2006 | Лис и пёс         | DisneyToon Studios                                                                                       |
| Золушка 3: Злые чары                   | Непосредственно на видео             | 6 февраля 2007  | Золушка           | DisneyToon Studios                                                                                       |
| Русалочка: Начало истории Ариэль       | Непосредственно на видео             | 26 августа 2008 | Русалочка         | DisneyToon Studios                                                                                       |

### Телевидение
| Название                     | Дата выпуска | Франшиза                 | Другие компании по производству |
| ---------------------------- | ------------ | ------------------------ | ------------------------------- |
| Новые приключения Винни-Пуха | 1988–1991    | Винни-Пух                | Disney Television Animation     |
| Чёрный Плащ                  | 1991–1992    | Утиные истории           | Disney Television Animation     |
| Гуфи и его команда           | 1992–1993    | Гуфи                     | Disney Television Animation     |
| Чокнутый                     | 1993–1994    | Натуральная мультяшность | Disney Television Animation     |
| Аладдин                      | 1994–1995    | Аладдин                  | Disney Television Animation     |
| Тимон и Пумба                | 1995–1999    | Король Лев               | Disney Television Animation     |
| Кряк-Бряк                    | 1996         | Утиные истории           | Disney Television Animation     |
| Детёныши джунглей            | 1996–1998    | Книга джунглей           | Disney Television Animation     |

## Заметки
1. ↑  Dailies — необработанные, неотредактированные кадры, снятые во время создания кинофильма.